# Saphirella prowazeki
Saphirella prowazeki is een eenoogkreeftjessoort uit de familie van de Clausidiidae. De wetenschappelijke naam van de soort is voor het eerst geldig gepubliceerd in 1945 door Oliveira.